# Chris Noonan

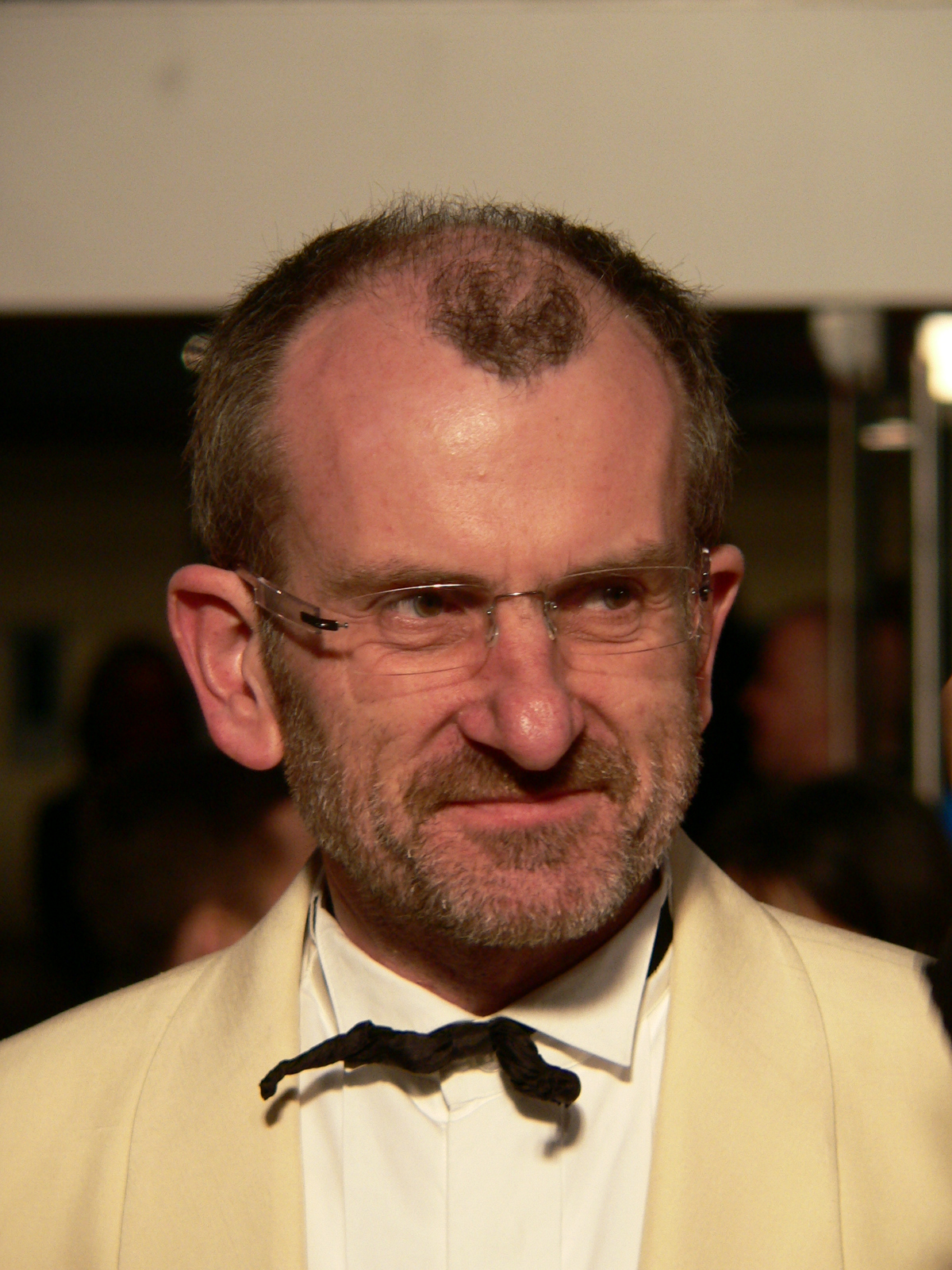
Chris Noonan (2006)

Christopher Noonan (* 14. November 1952 in Sydney, Australien) ist ein australischer Filmregisseur und Drehbuchautor.

## Leben
Im Alter von 16 Jahren drehte Noonan 1969 den Kurzfilm Could It Happen Here?, für den er beim Sydney Film Festival einen Preis erhielt. 1973 gehörte er neben Gillian Armstrong und Phillip Noyce zu den ersten Schülern der Australian Film Television and Radio School in North Ryde, New South Wales.
In den ersten fünf Jahren nach seiner Ausbildung drehte Noonan Kurzfilme und Dokumentationen für die staatliche Filmgesellschaft Film Australia.
1980 dokumentierte er das Leben der Schauspieler einer Theatergruppe, die ein Down-Syndrom oder andere kognitive Behinderungen hatten, im Film His Stepping Out, der ihm beachtliche Anerkennung einbrachte.
1984 arbeitete er erstmals für das australische Fernsehen als Regisseur der Miniserie Cowra Breakout und 1987 folgte sein erster Fernsehfilm mit The Riddle of the Stinson sowie die Miniserie Vietnam.
Noonan gab 1995 sein Debüt als Regisseur des Mainstreamkinos in der erfolgreichen Fantasykomödie Ein Schweinchen namens Babe, für die er auf Anhieb Oscarnominierungen in den Kategorien „beste Regie“ und „bestes Drehbuch“ erhielt.
Noonan arbeitete an drei Filmproduktionen, darunter Miss Potter mit Ewan McGregor und Renée Zellweger, die 2006 erschienen.

## Filmografie (Auswahl)
- 1973: Bulls (R, D)
- 1974: Die Killerautos von Paris (The Cars That Ate Paris) (Regieassistent)
- 1975: Cyclone Tracy: Darwin, Christmas 1974 (Kurzfilm) (R)
- 1978: Cass (Fernsehfilm) (R, D)
- 1980: Stepping Out (Dokumentarfilm) (R, D, P)
- 1984: The Cowra Breakout (Fernsehminiserie) (R, D)
- 1987: Vietnam (Fernsehminiserie) (R, D)
- 1988: The Riddle of the Stinson (Fernsehfilm) (R)
- 1989: Police State (Fernsehfilm) (R, D)
- 1995: Ein Schweinchen namens Babe (Babe) (R, D)
- 1999: Feeling Sexy (P)
- 2004: Somersault – Wie Parfum in der Luft (Somersault) (Skriptberater)
- 2006: Die zauberhafte Welt der Beatrix Potter (Miss Potter) (R)
- 2011: Crownies (Fernsehserie, 2 Episoden) (R)
- 2012: Ticket Out – Flucht ins Ungewisse (Ticket Out) (P)
- 2013: The Time of Our Lives (Fernsehserie, 1 Episode) (R)

R: als Regisseur, D: als Drehbuchautor, P: als Filmproduzent

## Auszeichnungen
- AFI Award 1981: Kategorie „Bester Dokumentarfilm“ für Stepping Out
- NYFCC Award 1995: Kategorie „Bestes Erstlingswerk“ für Ein Schweinchen namens Babe
- ALFS Award 1996: Kategorie „Bester Newcomer“ für Ein Schweinchen namens Babe
- FCCA Award 1997: Kategorie „Beste Regie“ für Ein Schweinchen namens Babe

Für Ein Schweinchen namens Babe wurde er zudem u. a. zweimal für den Oscar und den BAFTA Award sowie einmal für den Saturn Award und den WGA Award nominiert.